# Iva Videnova
Iva Videnova (in bulgaro Ива Виденова?; Sofia, 17 ottobre 1987) è una scacchista bulgara, Grande Maestro Femminile e Maestro Internazionale.
Ha imparato a giocare a scacchi all'età di quattro anni, ma ha partecipato per la prima volta ad un torneo ufficiale a tredici. 
Nel 2002 ha vinto il Campionato bulgaro di scacchi femminile under 16 e nel 2006 quello femminile under 20.
È stata Campionessa bulgara femminile di scacchi blitz nel 2007 e 2008 e ha vinto il Campionato bulgaro femminile di scacchi nel 2012, 2013 e 2014.
Gioca per la squadra femminile che partecipa ai Campionati Europei a squadre dal 2009 (con la quale ha ottenuto una medaglia di bronzo personale nel 2010 nell'evento tenutosi a Porto Carras in Grecia, con il punteggio di 6 su 9) e per quella olimpica femminile dal 2010.
A luglio 2017 gioca per i Circoli scacchistici Lokomotiv-2000 (Plovdiv, Bulgaria) con il quale ha vinto due Campionati Nazionali, Schwäbisch Hall (Schwäbisch Hall, Germania) e Liburnija (Fiume, Croazia).
La FIDE le ha riconosciuto il titolo di Grande Maestro Femminile nel 2011 e quello di Maestro Internazionale nel 2015. Il suo punteggio Elo più alto è stato di 2401, registrato nel febbraio 2015.